# Thomas Rohregger
Thomas Rohregger, avstrijski kolesar, * 23. december 1982, Innsbruck, Avstrija.
Rohregger je upokojeni profesionalni cestni kolesar, ki je med letoma 2005 in 2013 tekmoval za ekipe Elk Haus–Simplon, Team Milram in Leopard Trek. Nastopil je na poletnih olimpijskih igrah leta 2008, kjer je zasedel 38. mesto na cestni dirki. Edino etapno zmago na dirkah Grand Tour je dosegel na ekipnem kronometru Dirke po Španiji leta 2011, ki jo je v svojem drugem in zadnjem nastopu skupno končal na 28. mestu. Na Dirki po Italiji je v štirih nastopih najvišjo skupno uvrstitev dosegel v svojem prvem nastopu leta 2009 s 25. mestom, na Dirki po Franciji pa je edinkrat nastopil leta 2010 in jo končal na 71. mestu v skupnem seštevku. Leta 2008 je osvojil skupno zmago na Dirki po Avstriji, leta 2007 pa drugo mesto. Sodeloval je pri načrtovanju proge svetovnega prvenstva leta 2018 v okolici Innsbrucka.